# Постойна (пещера)
 Тази статия е за пещерата.  За града вижте Постойна.  
Пещерата Постойна (на словенски: Postojnska jama, Постойнска яма) е карстова пещерна система с дължина 20 570 m и дълбочина 115 m, намираща се на около 10 km край словенския град Постойна. Тя е най-дългата пещерна система в страната и една от най-значимите ѝ туристически дестинации. Предлага най-дългия туристически пещерен маршрут в света – 5,23 km. Пещерата е хилядолетно дело на река Пивка.
За първи път е описана през 17 век от Янез Вайкард Валвасор, а нови разкрития през 1818 г. прави местният жител Лука Чеч, докато подготвя известната тогава част от пещерата за посещение от първия австрийски император Ференц I. През 1819 г. Постойна е отворена за посещения и Чеч става първият официален гид из пещерната система. През 1872 г. са положени релси за туристическо влакче, което отначало било бутано от самите гидове, а в началото на 20 век вече се задвижвало от парен локомотив. Още по-популярна пещерата става след 1884 г., когато е електрифицирана, изпреварвайки дори Любляна, столицата на австро-унгарското херцогство Карниола, в чиято тогавашна територия лежала Постойна. След 1945 г. парният локомотив е заменен с електрически.
- Вход към пещерата
- Изглед в пещерата
- Влакчето

В Постойна живее ендемитът пещерен протей (или още човешка рибка), който е най-голямото пещерно земноводно в света. Туристическият маршрут в Постойна минава край аквариум с протеи. Те могат да бъдат видени и в пещерата Баредин край град Пореч в Хърватия.
В пещерата редовно се организират концерти поради добрата ѝ акустика.